# Neger
Neger ("negro" in tedesco) era il nome di una classe di minisommergibli della Kriegsmarine tedesca, realizzata a partire dal marzo 1944: si trattava fondamentalmente di un siluro modificato per ospitare un piccolo scomparto di pilotaggio e armato con un secondo siluro sospeso al di sotto del primo.
Realizzati in circa 200 esemplari, i Neger furono impiegati operativamente dai tedeschi durante le operazioni di contrasto allo sbarco di Anzio e allo sbarco in Normandia: pur ottenendo alcuni successi, i mezzi fecero registrare anche forti perdite a causa delle loro scarse prestazioni ed entro la fine del 1944 furono ritirati dal servizio e rimpiazzati con un modello più avanzato, il Marder.

## Caratteristiche
Il nome di questa classe di minisommergibili derivò da quello del loro progettista, l'ingegnere navale Richard Mohr: in lingua tedesca "Mohr" significa "moro", da cui l'appellativo di "negro" (neger in tedesco) per designare il mezzo da lui inventato.
Il Neger era fondamentalmente composto da due siluri G7e, arma standard dei sommergibili tedeschi, sovrapposti l'uno sull'altro: il siluro inferiore costituiva l'armamento del mezzo, quello superiore invece era privato della testa esplosiva e dotato al suo posto di un angusto scompartimento capace di ospitare un pilota e dei rudimentali comandi di guida; il posto di pilotaggio era protetto sulla sommità da un tettuccio trasparente di plexiglas, tramite il quale il pilota poteva navigare a vista. Il mezzo risultava possedere un dislocamento di 5 tonnellate (2,75 secondo altre fonti), mentre il motore elettrico da 8,8 kW, il normale sistema propulsivo del siluro G7e, garantiva una velocità massima di 4 nodi e un'autonomia di 30 miglia nautiche alla velocità di 3 nodi (48 miglia a 4 nodi secondo altre fonti). Il mezzo non era capace di immergersi completamente, e procedeva a fior d'acqua con solo il cupolino del posto di guida sporgente dalla superficie del mare.
Benché non fosse concepito come veicolo suicida, il Neger era estremamente pericoloso per chi lo pilotava: l'aria compresa nello scomparto di guida stagno era bastevole solo per una o due ore, e benché il pilota fosse dotato di un autorespiratore il rischio di morire per asfissia era più che concreto. Le piccole dimensioni del mezzo lo rendevano impossibile da localizzare per radar e sonar, ma questo vantaggio era annullato dall'estrema visibilità del cupolino di plexiglas sporgente dall'acqua: la luce del sole o della Luna si rifletteva su di esso rendendolo perfettamente visibile come una piccola boa luminosa.

## Impiego operativo
I primi Neger iniziarono a entrare in servizio nel marzo del 1944, ed entro la fine dell'anno erano stati assemblati circa 200 esemplari. Il primo impiego operativo si ebbe nella notte tra il 20 e il 21 aprile 1944, quando 30 Neger furono inviati ad attaccare le navi alleate impegnate a sostenere lo sbarco di Anzio: tredici dei mezzi impiegati non riuscirono nemmeno a partire, ribaltandosi o affondando una volta messi in acqua, mentre degli altri tre andarono dispersi e i restanti rientrarono senza essere riusciti a portare a termine alcun attacco.
Dopo lo sbarco degli anglo-statunitensi sulle spiagge della Normandia il 6 giugno 1944, una flottiglia di Neger fu inviata a Villers-sur-Mer per tentare qualche attacco contro la flotta d'invasione. La prima azione si ebbe nella notte tra il 5 e il 6 luglio: 26 Neger riuscirono a condurre una serie di attacchi contro le navi alleate affondando i dragamine britannici Magic e Cato (due unità di classe Auk da 1.100 tonnellate di dislocamento), ma solo 9 mezzi riuscirono poi a rientrare alla base. Una seconda azione si ebbe nella notte tra il 7 e l'8 luglio seguenti: 21 Neger tentarono un nuovo attacco nonostante la nottata chiara e senza nubi favorisse la loro intercettazione da parte delle unità di scorta alleate, riuscendo ad affondare un altro dragamine britannico (il Pylades, sempre di classe Auk) e a danneggiare gravemente l'incrociatore leggero polacco ORP Dragon, poi radiato e non riparato.
Ai Neger fu attribuita un'altra azione il 16 agosto, durante la quale sarebbe stato affondato il cacciatorpediniere britannico HMS Isis, ma l'unità fu in realtà perduta su una mina il 20 luglio precedente. Visti i notevoli problemi d'impiego e gli scarsi risultati conseguiti, i Neger furono ben presto ritirati dal servizio e rimpiazzati da una versione migliorata degli stessi, il Marder.